# Athanasios Christopoulos

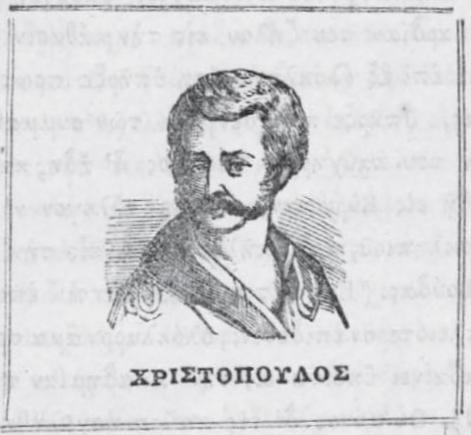
Athanasios Christopoulos

Athanasios Christopoulos (Αθανάσιος Χριστόπουλος), född 1772, död 1847, var en nygrekisk poet och filolog.
Christopoulos dikter är i anakreontisk stil (utgivna i Paris 1833, två band; ny upplaga 1841); dessutom gjorde han sig genom flera grammatiska arbeten förtjänt av det nygrekiska språket. Hans Hellenika archaiologemata, som bland annat innehåller Iliadens första bok och Sapfos oden i översättning, utkom först efter hans död (1853).